# 吳法悌
吳法悌（土耳其語：Mehmet Fatih Kale，1968年5月30日—），出生於土耳其安卡拉，大學時於德國認識了後來的台灣籍妻子，因而移居到台灣，並在台灣發展基層足球，與妻子一同創建了台北SCSC足球俱樂部，而且曾於2009年帶隊贏得女甲聯賽的冠軍。此外，吳法悌也曾執教過中華女子五人制足球代表隊及汶萊國家五人制足球隊，2018年擔任寮國22歲以下國家足球隊總教練。此外，於2018年歸化中華民國國籍，亦是第一位以高專人才資格歸化的體育人。

## 教練生涯
吳法悌於德國讀大學時與後來的台灣籍妻子相識相戀，也因此移居到台灣。到台灣後因接受了秀峰國小體育主任的請託，因緣際會開始投入台灣基層足球的推廣、發展。除此之外，還組建了台北SCSC女子足球隊挑戰全國女子甲組足球聯賽，更在2009年奪得女甲聯賽的冠軍，還有多年來贏得多次全國體育署盃FUTSAL錦標賽冠軍。
2016年，吳法悌執教汶萊五人制國家隊。
2017年，吳法悌擔任中華民國足球協會五人制技術總監。
2018年，吳法悌擔任寮國U22男足總教練。